# Шофаје
Шофаје (фр. Chauffayer) насеље је и општина у Француској у региону Прованса-Алпи-Азурна обала, у департману Горњи Алпи која припада префектури Гап.
По подацима из 2011. године у општини је живело 391 становника, а густина насељености је износила 35,87 становника/km². Општина се простире на површини од 10,9 km². Налази се на средњој надморској висини од 910 метара (максималној 1.132 m, а минималној 775 m).

## Демографија
| 1962. | 1968. | 1975. | 1982. | 1990. | 1999. | 2011. |
| ----- | ----- | ----- | ----- | ----- | ----- | ----- |
| 496   | 504   | 528   | 402   | 363   | 334   | 391   |

График промене броја становника у току последњих година